# 鋸腹川脂鯉
鋸腹川脂鯉（学名：Potamorhina pristigaster），為輻鰭魚綱脂鯉目脂鯉亞目無齒脂鯉科的其中一個種，分布於南美洲亞馬遜河流域，體長可達21.9公分，棲息在底中層水域，以生活習性不明。